# Volkswagen Iltis
La Volkswagen Tipo 183 o Iltis è un mezzo leggero 4x4 ideato negli anni settanta dalla Volkswagen per sostituire la Munga.
È stato prodotto su licenza dalla Bombardier per l'esercito canadese e quello belga. Per questi eserciti la Type 183 rimpiazzava, dopo un piccolo periodo di affiancamento, la "Tipo 181".
Nell'esercito tedesco era adottato con una serie di incarichi relativi all'esplorazione e al trasporto di una squadra di addetti ai missili MILAN anticarro.
È stata rimpiazzata alla fine degli anni novanta.

## Caratteristiche
Motori:
- 1,7 l, 4 cilindri a benzina. Potenza max: 55 kW (75 CV)
- 1,6 l Turbodiesel. Potenza max: 52 kW (70 CV). Coppia max: 140 N·m a 3.000rpm. (Dal 1987 - 1988)

Misure della versione ambulanza:
- 4540 mm
- 1720 mm
- 1855 mm

## Versione civile
Della Iltis fu prodotta anche una versione civile, con il marchio Auto Union.

## Utilizzatori

### Attuali
Argentina
- Ejército Argentino

 Belgio
- Componente terrestre dell'armata belga

 Macedonia del Nord
- Esercito della Repubblica di Macedonia

### Passati
Canada
- Canadian Forces (sostituito dalla versione militare della Mercedes-Benz Classe G)

 Estonia
- Esercito estone (sostituito dalla Mercedes-Benz Classe G)

 Germania
- Heer (sostituito dalla Mercedes-Benz Classe G)